# Yigoga lithargyrula
Yigoga lithargyrula là một loài bướm đêm trong họ Noctuidae.